# Clenardo
Nicolaes Cleynaerts, latinizado Clenardus, hispanizado Clenardo y afrancesado Clenard (Diest, ducado de Brabante, 5 de diciembre de 1495 – Granada, 1542), fue un gramático y viajero flamenco. De formación latinista, helenista y hebraísta, se convirtió en arabista de forma casi autodidacta, impulsado por una visión universalista de los ideales del humanismo renacentista que le llevaron a intentar la conversión pacífica de los musulmanes mediante el diálogo con su cultura.
Enseñaba mediante el método de conversación, y mantuvo un principio propio de la pedagogía moderna: que el estudiante no debe complicarse con reglas arduas hasta que haya obtenido una suficiente competencia de uso de la lengua que desea aprender. Redactó manuales de gramática griega y hebrea para simplificar las dificultades del aprendizaje de esas lenguas. Publicó varias obras en Lovaina: Tabulae in grammaticen hebraeam (1529), Institutiones in linguam graecam (1530), y Meditationes graecanicae (1531). Las Institutiones y las Meditationes fueron reeditadas varias veces (conjuntamente como Institutiones ac meditationes in graecam linguam) y suscitaron muchos comentarios; así como su correspondencia, editada póstumamente en un Epistolarum, en la que narra sus experiencias en Francia, España, Portugal y Marruecos.

## Lovaina y París
Educado en la Universidad de Lovaina, en cuyo Paedagogium Porci se matriculó el 31 de agosto de 1512, fue alumno de Jacobus Latomus (teología), de Adrianus Barlandus y de Rutgerus Rescius (griego), del Colegio de Busleiden o Collegium Trilingue, fundado bajo los ideales humanísticos de Erasmo. Durante diez años fue presidente del Colegio de Houterlé, y enseñó latín, griego y hebreo. En 1527 se graduó en teología y se ordenó sacerdote.
Por influencia de Juan Luis Vives, y considerando culminada su carrera en Lovaina, concibió el proyecto de leer el Corán y establecer una conexión entre el hebreo y la lengua árabe. El conocimiento rudimentario de esta lengua lo obtiene por sí mismo, gracias al Psalterio de Nebio (Psalterium octuplex o Psalterium Hebraeum, Graecum, Arabicum et Chaldeum cum tribus Latinis interpretationibus et glosis, de Agostino Giustiniani, Génova, 1516), sobre el que aprende las letras árabes y descompone las palabras que lo forman, formándose un diccionario. Estos estudios le condujeron a plantear la posibilidad de la evangelización de los árabes a través del estudio de su lengua, lo que llevaría a vencer al Islam por medios pacíficos. Con ese propósito abandonó su universidad y se trasladó en primer lugar a la Universidad de París (1530), donde conoce a Guillaume Budé.

## Salamanca
De vuelta en Lovaina, el humanista portugués André de Resende le proporcionó la posibilidad de acompañar a Hernando Colón (hijo del descubridor, cuya selecta comitiva de humanistas flamencos y franceses fue encargada de reunir una amplísima biblioteca), con quien emprendió en 1532 un viaje a España (cuyo rey era el también flamenco Carlos de Gante -Carlos I de España y emperador Carlos V-).
Llegado a Salamanca, Clenardus enseñó brevemente latín y griego en su universidad. La fecha de su toma de posesión es el 5 de noviembre de 1533. Antes de ejercer como profesor universitario, había estado un tiempo como preceptor de Luis de Toledo, hijo del virrey de Nápoles Pedro de Toledo, de la Casa de Alba, puesto al que le recomendó Juan Álvarez y Alva de Toledo (de la misma casa nobiliaria, y profesor de filosofía y teología en Salamanca, cargo al que sumaba el de obispo de Córdoba).
Clenardus se integró en el círculo de Francisco de Vitoria, junto con Martín de Azpilicueta, Andrés de Vega, Francisco del Castillo, Hernán Núñez de Guzmán y Juan Martínez Silíceo; a quienes posteriormente recomendó al también flamenco Juan Vaseo (Johannes Vassaeus o Jean Vasée, con quien había compartido el viaje de Lovaina a Salamanca, pero que había continuado al servicio de Hernando Colón como bibliotecario en Sevilla). Entre los estudiantes que pudieron asistir a sus clases estuvo Diego de Covarrubias.

## Lisboa, Braga y Évora
Al poco tiempo (quizá sólo ejerció doce días) fue llamado a la corte del reino de Portugal, donde pasó cinco años como tutor de Don Henrique (hermano de Juan III de Portugal y posteriormente rey él mismo), al que preparó para ocupar su cargo como obispo de Braga. En esa ciudad Clenardus fundó una escuela humanística. También enseñó en Évora, donde posteriormente (1559) se fundó una universidad jesuítica. Su influencia en el mundo intelectual portugués fue duradera: en 1547 se fundó en Universidad de Coímbra un Colegio de Artes siguiendo el modelo lovaniense del Trilingue que él había prestigiado. Su relación con los humanistas portugueses se había iniciado ya en Lovaina, donde conoció a André de Resende, que fue quien le invitó a trasladarse a Lisboa en 1534.
El nuevo rector de la Universidad de Salamanca, Leopoldo de Austria, tío de Carlos V, intentó recuperar a Clenardo para una cátedra trilingüe, que incluyera el árabe, un puesto que se encontraba vacante desde tiempo inmemorial por falta de persona capacitada para ello. A pesar de lo atractivo de la oferta, Clenardo no aceptó. Excepto por la presencia en Salamanca de un buen número de amigos (entre ellos su compatriota Vaseo, al que terminó llamando a Portugal), la vida universitaria salmantina no le traía buenos recuerdos, entre ellos la costumbre de estar al poste después de terminar la lección para aguantar las impertinentes preguntas de los discípulos.

## Granada y Fez
De vuelta a la Corona de Castilla, se trasladó a Granada. Tuvo ocasión de visitar la biblioteca que había formado Fernando Colón en su palacio de Sevilla.
Fue patrocinado por Luis Hurtado de Mendoza, marqués de Mondéjar, gobernador general del reino de Granada. Allí, con ayuda de un "esclavo moro", obtuvo una primera aproximación a la relación que deseaba con la lengua árabe hablada. No parece que fuera uno de los moriscos locales, sino un esclavo comprado en Almería, que había sido alfaquí.
En vano trató de obtener acceso a los manuscritos árabes en poder de la Inquisición española, y finalmente, en 1540, decidió viajar al norte de África. Desde Gibraltar pasó a Ceuta, y de allí a Fez, por entonces un centro intelectual árabe de prestigio. Allí pasó quince meses de privación y sufrimiento, tras los que volvió a Granada, donde murió en otoño de 1542. Se le enterró en la Alhambra.

## Repercusión
Mantuvo correspondencia en latín con sus amigos flamencos: Nicolai Clenardi, Peregrinationum ac de rebus machometicis epistolae elegantissimae (Lovaina, 1550), editado de forma más completa como Nic. Clenardi Epistolarum libri duo (Amberes, 1566), de la casa de Plantin; también Victor Chauvin y Alphonse Roersch, "Etude sur la vie et les travaux de Nicolas Clenard" en Mémoires couronnes (vol. lx., 1900–1901) de la Académie royale des sciences, des lettres et des beaux-arts de Belgique, contiene gran cantidad de información sobre Cleynaerts y una extensa bibliografía de su obra, con noticia de sus primeros comentaristas.
Su peripecia vital ha sido comparada a la de Raimundo Lulio. El lema latino que le celebra en una estatua de su ciudad natal dice: Verbo non gladio gentes Arabas convertere ad Christianam fidem nisus est ("Con la palabra, no con la espada, se esforzó por convertir a las gentes árabes a la cristiana fe"). También en Diest, existe una sección de la Universidad de Lovaina (Katholieke Hogeschool Leuven) que lleva el nombre de Campus Clenardus. Una de las asociaciones de estudiantes de dicha universidad lleva también el nombre Clenardus, y utiliza la silueta de su retrato como símbolo.
Paulus Colomesius (Paul Colomiès, librero hugonote -1638–1692-, autor de Gallia Orientalis, un diccionario biográfico de hebraístas cristianos franceses, citado por Gregorio Mayans en sus comentarios a las obras completas de Juan Luis Vives) describe el sombrío ánimo de un fragmento de la carta del 4 de diciembre de 1540 que Clenardus escribe desde Fez (in urbe Fessa, in cujus gymnasio linguae Arabicae operam dabat) al obispo Joanni Petito (Juan Parvo): su mentor le informa de que los Coloquios de Erasmo están siendo quemados y de que Luis Vives ha muerto; poca esperanza le queda de que su proyecto con el Corán tenga buena acogida:

Scripsit modo ad me Marchio Granatensis [Luis Hurtado de Mendoza] Colloquia Erasmi ignibus destinata esse; Periclitari etiam Vivem; ¿Quid me futurum censes ubi nomen Alcorani audiverint?

Isaac Bullart le dedica una amplia y elogiosa biografía, que incluye un grabado con su efigie, en Académie des sciences et des arts contenant les vies et les éloges historiques des hommes illustres qui ont excéllé dans ces professions depuis environ quatre siècles (1682), destacando su renuncia a una vida acomodada para satisfacer su inquietud intelectual y espiritual:

...un de ces genies qui ne semblent formez que pour se faire admirer dans les contrées ou leur nom est a peine connu (...)
Le docte Clenard eut quelque peine a quitter son estude pour suivre un train de vie si contraire a son humeur Flamande, sincere et incapaible des déguisements de la Cour (...) "...l'estude se reffroidissant a mesure qu'on s'échauffe à l'adquisition de richesses (...)  apprendre dans un pelegrinage continuel que le Ciel est nostre veritable patrie (...) riche ou pauvre, parmy les Estrangers ou chez luy, il luy fist la grace de vivre dans l'innocence et de ne pas violer la suffisance evangelique [il la nomme ἀυταρχυαγ -sic, quizá αὐτάρκεια autarquía-] par les mouvements qui porten la nature à la corruption et au vice".

Nicolás Antonio le reservó una entrada entre los escritores españoles en su Bibliotheca Hispana nova (1696):

NICOLAUS CLENARDUS, vulgo CLEYNARTS, Brabantus, Diestemius, linguarum Latinæ, Græcæ, Hebraicæ & Arabicæ peritissimus, cum post Lovaniensem & Parisiensem possesionem addiscendæ linguæ Arabicæ gratia in Hispaniam una cum Joane Vasæo se contulisset, indeque non vulgari hujus sermonis cognitione contentus majoris & perfectioris notitiæ studio in Africam trajecisset, laudabíli admodum desiderio æstuans scribendi adversus Alcorani errores Arabica, hoc est, patria Maurorum lingua, tandem ex Hispania, quo jam redierat, in Belgium summ cogitans, Granatae moritur anno MDLII aetatis suæ XLVI. Epistolis quibusdam relictis, unde hæc de peregrinatione ac proposito ejus novimus, atque item Grammaticis, Hebræa, Græca, Arabica.

Feijoo, en su Teatro crítico universal (1726), recoge una breve referencia a este autor, basada en la comparación de diversas fuentes:

Habiendo pasado a la África el sabio Flamenco Nicolás Clenardo, con el motivo de aprender la lengua Arábiga, se detuvo dos años en el Reino de Fez, de donde escribió varias veces a sus amigos, que nunca había hallado estancia tan grata para su genio; y esto sólo porque en aquel Reino no había la multitud de leyes, y prolijidad de litigios que en Europa: terminándose en un momento, y verbalmente cualquiera diferencia por el Magistrado; lo que era muy del gusto de Clenardo, que aborrecía con extremo los casi interminables circuitos de los procesos que hay en nuestros Tribunales. Cuéntalo George Paschio en su libro de Novis inventis. Aunque no es verdad lo que dice, de que sólo por ese motivo se desterró de su patria, y pasó a Fez: pues por otros muchos Autores consta, que vino a España de intento, donde después de enseñar algún tiempo las Lenguas en la Universidad de Salamanca, pasó a la Corte de Lisboa por Ayo del Príncipe de Portugal, hermano del Rey D. Juan el III.

### Obras de Clenardus
- Títulos digitalizados del fondo antiguo de la Biblioteca Universitaria, Universidad de Granada Archivado el 22 de febrero de 2014 en Wayback Machine..

#### Institutiones
- Institutiones absolutissimae in graecam linguam: Item, anotationes in nominum, verborúmque difficultates, investigatio thematis in verbis anomalis, compendiosa syntaxeos ratio, Lugduni: Apud Antonium Gryphium, 1564.
- Institutiones absolvtissimae In Graecam linguam: Item Annotationes in nominum uerborumque difficultates. His Insvper Additae Svnt meditationes Graecanicae in artem Grammaticam, Johann VomBerg & Ulrich Neuber, 1563
- Institutiones linguae graecae, septima editio, Coloniae: apud Ludovicum Alectorium et heredes Iacobi Soteris, 1577
- Meditationes graecanicae in artem grammaticam: in eorum gratiam qui viua praeceptoris voce destituuntur & literas graecas suo ipsi ductu discere cogentur, apvd Theobaldvm Paganvm, 1558.
- Meditationes graecanicae in artem grammaticam: in eorum gratiam qui viua praeceptoris voce destituuntur & literas graecas suo ipsi ductu discere coguntur, apvd Antonivm Gryphivm, 1564.
- Meditationes graecanicae in artem grammaticam, Parisiis: apud Henricum le Bé, 1580.
- Institutiones ac meditationes in graecam linguam, Parisiis: apud Petrum Huet, 1581.
- Institutiones ac meditationes in graecam linguam, Hanoviae: Typis Wechelianis, 1617.
- Tabulae in grammaticam Hebraeam, Birckmann Erben, 1561
- Tabula in grammaticen Hebraeam, apud Martinum Iuvenem, 1564

#### Epistolarum
- Nicolai Clenardi Peregrinationum ac de rebus machometicis epistolae elegantissimae, Lovanii: apud Martinum Rotarium, 1551.
- Nic. Clenardi Epistolarvm Libri Dvo. Qvorvm posterior iam primùm in lucem prodit, Antverpiae: Ex officina Christophori Plantini, 1566.
- Nicolai Clenardi Epistolarvm Libri dvo: His accedunt excerpta ex Hvberti Thomae Leodii Annalibus de vita Friderici II. Comitis Palatini, Ducis Bauariae ..., Marnius & Aubrius, 1606
- Nicolai Clenardi epistolarum libri duo, Hanoviae: Typis Wechelianis, 1606.
- Clenardo a Juan Parvo, obispo de Cabo Verde, lamentando la escasa afición que hay en España al estudio del hebreo por la excesiva influencia de los abogados, fautores de pleitos interminables que traen turbado al mundo, Fez, 4 de diciembre de 1540. Cartulario..., op. cit., documento n.º 940, pg. 228 (es un fragmento de la recogida en Epistolarum libri duo, pg. 196; los documentos anteriores y posteriores a éste son también fragmentos de otras cartas de Clenardus, varias de ellas a Vaseo, recomendándole algunos profesores de Salamanca -Francisco de Vitoria, Francisco del Castillo y Andrés de Vega- o informándole que Resende está preparando una poesía para el mismo Vitoria).

### Estudios sobre Clenardus
- Louis Gabriel Michaud,[32] Clénard en Biographie universelle, ancienne et moderne, 1813, pgs. 49 y ss.
- Frédéric-Auguste-Ferdinand-Thomas Reiffenberg (baron Frédéric de Reiffenberg),[33] Archives philologiques, Dondey-Dupre, 1827.
- Jean Jacques Altmeyer, Clenard en Les précurseurs de la réforme aux Pays-Bas, 1886. Este texto recoge curiosísimas citas del epistolario de Clenardus (traducidas al francés).[34]
- Victor Chauvin[35] y Alphonse Roersch, Étude sur la vie et les travaux de Nicolas Clénard, Académie royale des sciences, des lettres et des beaux-arts de Belgique, M. Hayez, 1899.
- Henry de Vocht, Frans M. Olbrechts y Herman Ferdinand Bouchery, Nicolaus Clenardus, Amberes: De Sikkel, 1942.
- Manuel Gonçalves Cerejeira, O renascimento em Portugal: Clenardo e a sociedade portuguesa do seu tempo. Com a tradução das suas cartas, Coimbra Editora, 1949.
- Joseph Klucas, Nicolaus Clenardus: A Pioneer of the New Learning in Renaissance, en Luso-Brazilian Review, vol. 29, n.º 2 (Winter, 1992), pgs. 87-98
- Klaus Wagner, "Ego arabicumanes" - Andanzas del humanista Nicolás Clenardo en España y Portugal, en Archivo hispalense, Sevilla, n.º 237, 1995, pgs. 94-102.
- S. Kessler-Mesguich, Deux hébraïsants à Louvain: Jean Campensis et Nicolas Clénard = Dos hebraisantes en Lovaina: Jean Campensis y Nicolas Clenard, en Helmantica: Revista de filología clásica y hebrea, ISSN 0018-0114, Tomo 51, N.º 154, 2000 , págs. 59-73
- Peter G. Bietenholz, Nicolaus Clenardus, en Contemporaries of Erasmus: A Biographical Register of the Renaissance and Reformation, University of Toronto Press, 2003, ISBN 0802085776, pg. 313.
- Nicolau Clenardo, 24-6-2011 (en portugués).